# Бестях (Жиганский район)
Бестя́х (якут. Бэстээх) — село в Жиганском районе Якутии России. Административный центр и единственный населённый пункт Бестяхского наслега.

## Этимология
Название села с якутского языка переводится как Сосновый.

## География
Село находится на Центральноякутской низменности, на берегу реки Бестях, вблизи её впадения в реку Лена, на расстоянии 245 км от села Жиганск, административного центра района. Общая площадь поселения составляет 5,7 га.

## История
Согласно Закону Республики Саха (Якутия) от 30 ноября 2004 года N 173-З N 353-III село возглавило образованное муниципальное образование Бестяхский наслег.

## Население
| 2002 | 2010 | 2012 | 2013 | 2014 | 2015 | 2016 | 2017 | 2018 | 2019 | 2020 |
| ---- | ---- | ---- | ---- | ---- | ---- | ---- | ---- | ---- | ---- | ---- |
| 228  | ↘218 | ↘195 | ↘184 | ↘176 | ↘166 | ↗167 | ↘160 | ↘154 | ↘152 | ↘135 |
| 2021 |      |      |      |      |      |      |      |      |      |      |
| ↘129 |      |      |      |      |      |      |      |      |      |      |

### Национальный состав
Большинство жителей — эвены.

## Улицы
| - ул. Дмитриева, - ул. Лесная, - ул. Молодёжная, | - ул. Нагорная, - ул. Таёжная, - ул. Центральная. |

## Инфраструктура
В селе действуют МБОУ «Бестяхская МООШ им. Р.М. Дмитриева», почтовое отделение и фельдшерско-акушерский пункт.

## Транспорт
Водный транспорт, зимой — зимник.